# Sphaerophoria molitus
Sphaerophoria molitus är en tvåvingeart som först beskrevs av Harris 1780.  Sphaerophoria molitus ingår i släktet sländblomflugor, och familjen blomflugor. Inga underarter finns listade i Catalogue of Life.